# 長尾優

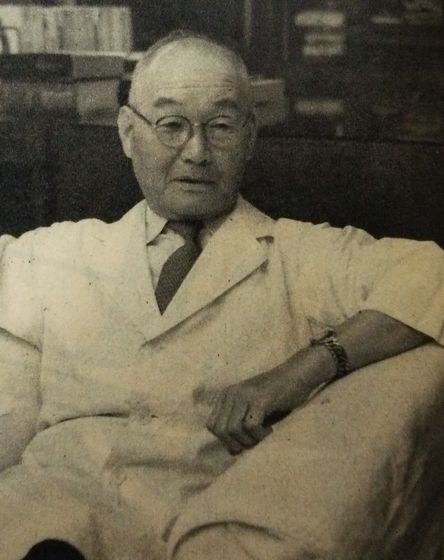
1956年

長尾 優（ながお まさる、1887年（明治20年）5月22日 - 1975年（昭和50年）10月21日）は、日本の大正・昭和期における歯科医大学教授・医学博士。位階は正三位。東京医科歯科大学初代学長。香川県出身。

## 生涯
1887年（明治20年）5月22日、長尾優は現在の香川県丸亀市に生まれる。丸亀中学校（現・香川県立丸亀高等学校）、第一高等学校を経て1913年（大正2年）12月東京帝国大学医科大学を卒業し、病理学教室を経験した後石原久が教授を務める東京帝国大学医科大学歯科学教室に入局した。1916年（大正5年）9月にはペンシルベニア大学歯学部へ自費留学し、歯科医療技術を学び、また歯科器材の重要性に注目し機材製造会社を積極的に見学し、1918年（大正7年）5月に帰国した。
島峰徹が歯科医長を務めていた東京医術開業試験付属病院（永楽病院）が、1917年（大正6年）医術開業試験の廃止に伴い東京帝国大学附属医院分院（現東京大学医学部附属病院）と文部省歯科医術開業試験病院（1922年（大正11年）歯科医師開業試験規則の実施に伴い歯科医師試験附属病院に改称（通称文部省歯科病院））に分離され、島峰徹が院長を任された文部省歯科病院に長尾は米国からの帰国後参画した。
島峰徹を中心にした官立歯科医学校開設の運動の中で、漸く1928年（昭和3年）10月12日勅令により文部省歯科病院内に東京高等歯科医学校（現在の東京医科歯科大学）が開設され、島峰徹が初代校長に就任した。長尾は米国留学以来歯科補綴学を専門とし、歯学は医学と理工学を両輪として発展すべき学問との信念を持ち歯科理工学講座を新設。また、1938年（昭和13年）には歯科材料研究室（金属床研究施設）を設置した。長尾は島峰に師事してからは終始島峰と共に歩み、島峰が、東京高等歯科医学校に医学科が併設されて1944年（昭和19年）東京医学歯学専門学校と改称された直後の1945年（昭和20年）2月10日に死去すると、二代目の校長に就任した。1946年（昭和21年）、東京医科歯科大学（旧制）初代学長に就任。1951年（昭和26年）、新制大学となり引き続き学長を務める。同年に念願であった歯科材料研究所を文部省の了解を得て設立した。

### 年譜
年譜、叙爵叙勲
- 1887年（明治20年）:5月22日、誕生。
- 1913年（大正2年）:12月、東京帝国大学医科大学を卒業する。
- 1914年（大正3年）:1月、東京帝国大学医科大学副手（歯科学教室）に任用される。
- 1916年（大正5年）:9月、米国ペンシルベニア大学歯学部大学院（歯科補綴学）に留学する。
- 1918年（大正7年）:5月、ペンシルベニア大学大学院修了し、帰国後文部省歯科病院に参画する。
- 1919年（大正8年）:3月、歯科医師試験委員に任命される。
- 1924年（大正13年）:10月13日、侍医寮御用掛を命じられる。
- 1926年（大正15年）:7月、文部省視学委員に任命される。
- 1929年（昭和4年）:1月31日、東京高等歯科医学校教授に就任する。8月、万国歯科医学聯合委員会に日本政府代表として出席する。7月東京帝国大学への論文審査により医学博士号を授けられる[6]。
- 1931年（昭和16年）:10月、イタリア歯科口腔外科学会名誉会員に就任する。
- 1944年（昭和19年）:2月、東京高等歯科医学校医学科創設委員に就任する。
- 1945年（昭和20年）:2月20日、東京医学歯学専門学校長・東京医学歯学専門学校附属医院長に就任する。11月宮内庁御用掛を命じられる。
- 1946年（昭和21年）：10月、東京医科歯科大学（旧制）初代学長に就任する。
- 1947年（昭和22年）:8月、学術体制刷新委員会委員に任命される。
- 1948年（昭和23年）:5月、医薬制度調査会委員に任命される。
- 1949年（昭和24年）:1月、日本学術会議会員に就任する。
- 1950年（昭和25年）:10月、薬事審議会委員に任命される。
- 1951年（昭和26年）:4月、東京医科歯科大学（新制）学長および歯科材料研究所所長に就任する。9月厚生科学研究助成審議会委員に任命される。
- 1952年（昭和27年）:3月、歯科医師試験審議会委員予備試験部会長に就任する。
- 1954年（昭和29年）:6月、民間学術研究機関助成協議会委員に任命される。12月医療審議会委員に就任する。
- 1955年（昭和30年）:1月、大学院審査会委員に就任する。
- 1956年（昭和31年）:10月、文化功労者選考審議会委員に任命される。
- 1961年（昭和36年）:6月30日、東京医科歯科大学を退職する。7月12日、同大学名誉教授となる。
- 1962年（昭和37年）:2月、日本育英会大学院奨学生選考委員会委員に就任する。
- 1970年（昭和45年）:4月、鶴見大学歯学部長に就任する。
- 1975年（昭和50年）:10月21日、逝去する。

叙爵・叙勲:正三位、勲一等瑞宝章。

## エピソード
第三代東大歯科学教室への転任要請
東大歯科学教室の教授候補者の推薦をめぐって、東大医学部教授会の要請を受けた医学部長長与又郎が、高等歯科医学校校長の島峰に東大出の門下生の割愛を願い出て島峰がこれに応じたことから、島峰の慫慂に従って金森虎男が東大の歯科学教授に転任した。しかし、金森より前に長尾も東大への転任打診を受け、これを断っていた。

歯科材料研究室
「故長尾優先生に捧ぐ」増原英一氏より、「戦前から国産歯科器材は質的に外国製品に劣り、とくに戦中戦後は品質低下を招来し、国民の口腔保健上憂慮すべき状態になりました。この実情に鑑み歯科の立場からも国産歯科器材の品質向上を目指す総合的研究機関の必要性が痛感されていました。長尾先生は、かねてからのご信念に基づいて本学に歯科材料研究所を創設すべく政府に強く訴えられ、遂に昭和26年にその念願を達せられたのであります。これは当時の本学事務局長菊川武雄氏の陰の尽力も絶大なものであり、ここにあらためて今は亡きお二人のご功績に感謝したいと思います。長尾先生の本研究所における指導理念は、学問の自由を謳いながらも、最近の理工学の学理と技術を歯学へ導入し、歯学の発展に貢献することでありました。そしてつねに臨床との共同研究が推進されることをご期待になっていました。ご自身は常に若々しい大きな理想と夢を持たれ、処世の規範はつねに私心なく公的・大局的判断に立っておられ、また人情に厚い大らかな人柄でありました。」

## 著作
社会及国家
- 「臨床上必要ナル歯科保存療法」（長尾優著 金原商店 1925年）
- 「歯科独英医文和訳研究」（長尾優・沖野節三著 金原商店 1928年）
- 博士論文「新陳代謝毒黄燐の歯牙及びその支持組織におよぼす影響の実験的研究」（長尾優 東京帝国大学 1929年）
- 「衛生叢書 むしばについて 醫學博士長尾優」（東洋生命保険株式会社 1929年）
- 「日本歯科学会分科綜合大会会誌 第1回補綴學ノ趨勢ニ就テ 長尾優」（日本歯科学会 1931年）
- 「日本歯科学会分科綜合大会会誌 第2回總義齒の維持に就て 長尾優」（日本歯科学会 1936年）
- 「被保険者保健叢書 第19編 歯の衛生 長尾優」（簡易保険局 1932年）
- 「最新健康講座 第1回 齒科（未完）醫學博士長尾優」（テトラ社 1932年）
- 「最新健康講座 第3回 齒科（承前、完結）醫學博士長尾優」（テトラ社 1932年）
- 「九州齒科學會雜誌 1935年12月15日 咬交問題ノ臨牀應用 長尾優」（九州歯科学会）
- 「醫科器械學雜誌 1939年9月20日 簡易金及銀鍍金方法 長尾優」（日本医療機器学会）
- 「御茶の水学会誌 1(1) 1949年10月 御茶の水会誌発刊の辞 長尾優」（御茶の水学会）
- 「文部省科学研究医学関係総合研究C-7401報告書 齲蝕罹病率及予防」（長尾優文部省 1950年）
- 「歯界展望7(5) 1950年3月 これからの歯科学 長尾優・佐藤伊吉・関根永滋 他」（医歯薬出版）
- 「歯科材料研究所報告 1961年10月 合成樹脂を基材とする新しい外科用副木材料の研究 長尾優」（東京医科歯科大学歯科材料研究所）
- 「一筋の歯学への道普請:東京医科歯科大学のあゆみ」（長尾優著 医歯薬出版 1966年）
- 「お茶の水医学雑誌 1966年3月 菊川武雄君を偲ぶ 長尾優」（お茶の水医学会）
- 「金属 32(16)(381) 1962年8月 ステンレスの義歯誕生 長尾優」（アグネ技術センター）
- 「島峯徹先生」（長尾優 医歯薬出版 1968年）
- 「口腔病学会雑誌 2(3) 1969年6月 前歯部の人工歯形態に関する臨床的観察 特に有床用陶歯について 長尾優」（口腔病学会）